# Xosé Barato
José Luis López Roca, más conocido como Xosé Barato, nació en Guitiriz en 1979. Es un actor y presentador español.

## Filmografía
- Neken  (1999), cortometraje de Afonso R. Molares.
- Hai que botalos  (2005) de Margarita Ledo, Emilio McGregor, Carlos Alberto Alonso Iglesias, Jorge Bouza, Quique Otero, José Antonio Perozo y Álex Sampayo.
- Bos días  (2006), cortometraje de Dani de la Torre.
- Cadea perpetua, (2007), cortometraje de Christopher Jiménez.
- O Hospital (2007), cortometraje de Iván Seoane.
- Ribadeo. 1936 (2007), cortometraje de Jairo Iglesias.
- Trazos (2007), cortomentraje de Simón Casal.
- A Mariñeira (2007). Tv-movie de Antón Dobao.
- Canción sen emoción  (2008), cortometraje de David Pardo García.
- Houston (2008), cortometraje de Jorge Saavedra.
- Campás (2009), cortometraje de Jairo Iglesias.
- Mar Libre (2010), miniserie para TV y largometraje de Dani de la Torre como el intendente Marcos.
- 18 comidas (2010),  largometraje de Jorge Coira.
- Retornos (2010), largometraje de Luis Avilés Baquero.
- Doentes (2011), largometraje de Gustavo Balza.
- Anacos (2012), cortometraje de Xacio Baño.
- Concepción Arenal, la visitadora de cárceles (2012), Tv-movie de Laura Mañá.
- 3-1=0 (2013), cortometraje de Juan Galiñanes.
- Beatriz, entre a dor e a nada (2013), largometraje de Alberto Graça.
- Eco (2015), cortometraje de Xacio Baño.

## Televisión

### Como actor
- 4º sen ascensor (2005).
- As leis de Celavella, 1 episodio.
- A vida por diante (2006).
- Terra de Miranda (2007), 1 episodio.
- Os Atlánticos (2008-2009). Como Xurxo
- Padre Casares (2009), 1 episodio.
- Matalobos (2009-2010). Como Pedro Beira Martínez.
- El secreto de Puente Viejo (2011). Como el Doctor Alberto Guerra.
- Escoba (2013)
- A Casa da Conexa (2013)
- Luci (2013)
- Serramoura (2014)
- Hospital real (2015)

### Como presentador
- Historias de Galicia (2007).
- A miña famosa familia (2009).

## Teatro
- Exercicios de estilo (1994).
- Amarillo Moliere (1995).
- Los figurantes (1996).
- Miles Gloriosus (1998).
- Maenechmi (1999).
- Electra (2000).
- Cada uno en su cuerpo (2002).
- Cineclú (2003).
- O segredo dos Hoffman (2009).
- O Conto de Inverno (2016)-(2017).

## Premios y nominaciones

### Premios Maestro Mateo
| Año                        | Categoría                                   | Producción            | Resultado |
| -------------------------- | ------------------------------------------- | --------------------- | --------- |
| Premios Maestro Mateo 2009 | Mejor Comunicador de TV                     | A miña famosa familia | Ganador   |
| Premios Maestro Mateo 2007 | Mejor Comunicador de TV                     | Historias de Galicia  | Ganador   |
| Premios Maestro Mateo 2005 | Mejor interpretación masculina protagonista | 4º sen ascensor       | Candidato |

### Premios María Casares
| Año  | Categoría                                      | Obra                                     | Resultado |
| ---- | ---------------------------------------------- | ---------------------------------------- | --------- |
| 2010 | Premio María Casares al mejor actor de reparto | O segredo dos Hoffman de Lagarta Lagarta | Candidato |